# Filippa di Tolosa
Filippa conosciuta anche col nome di Matilda (1080 circa – 28 novembre 1117) fu legittima pretendente alla contea di Tolosa e d'Albì e al marchesato di Provenza nel 1094, ma i titoli gli vennero sottratti dallo zio, il reggente, Raimondo di Saint-Gilles. Fu contessa consorte di Poitiers e duchessa consorte D'Aquitania e di Guascogna, per il matrimonio con Guglielmo IX detto il Trovatore. Inoltre fu contessa di Tolosa (pur non essendo la titolare) in due periodi dal 1097 al 1099 e dal 1112 al 1116.

## Origine
Unica figlia del conte di Tolosa, conte d'Albi e marchese di Provenza, Guglielmo IV (come ci conferma il Chronicon sancti Maxentii Pictavensis, Chroniques des Eglises d'Anjou) e, secondo il documento n° XXVII del volume IV delle Preuves de l'Histoire Générale de Languedoc di Emma di Mortain († circa 1126), figlia del conte di Mortain e Cornovaglia, Roberto di Mortain e di Matilde di Montgomery († circa 1085), figlia di Ruggero II di Montgomery, che sarà il primo conte di Shrewsbury, e Mabel di Bellême, come ci conferma il monaco e cronista inglese, Orderico Vitale,.
Guglielmo IV di Tolosa era il figlio primogenito del conte di Tolosa, conte di Nîmes e conte d'Albi, Ponzio e di Almodis de La Marche (come risulta dal Chronicon sancti Maxentii Pictavensis, Chroniques des Eglises d'Anjou e dalla Chronica Albrici Monachi Trium Fontium (1020-1071), figlia di Bernardo I de la Marche (circa 991- 16 giugno 1047) conte de la Marche e di Périgord e di Amelia de Rasés (? - † 1053). Il nome della madre, ripreso da un documento del 1053 ("Almodis comitissa, filia que es Amelie comitisse") è citato dallo storico José Enrique Ruiz Domenec nel suo libro Quan els vescomtes de Barcelona eren (Barcelona, 2006) a pag. 320.

## Biografia
Nel 1088, suo padre, Guglielmo IV, partì per la Terra santa, lasciando il governo delle proprie contee al proprio fratello Raimondo, conte di Saint-Gilles.
Nel 1094, suo padre fu ucciso in Terra Santa, e suo zio, Raimondo, interpretando come abdicazione la rinuncia che suo fratello Guglielmo aveva fatto sei anni prima (1088), si appropriò di tutti i titolo del fratello, spodestando Filippa, legittima erede di Guglielmo IV, in quanto era l'unica figlia di Guglielmo, rimasta in vita.
In quello stesso anno (1094), Filippa lasciò la contea di Tolosa, avendo sposato il duca di Aquitania e Guascogna e conte di Poitiers, Guglielmo IX detto il Trovatore, che, secondo il Chronicon sancti Maxentii Pictavensis, Chroniques des Eglises d'Anjou, era il figlio primogenito del duca di Aquitania, duca di Guascogna e conte di Poitiers, VIII o Guido Goffredo e della sua terza moglie, Hildegarda di Borgogna (1050-1104), figlia del duca di Borgogna Roberto I(1011-1076) e di Ermengarda d'Angiò, detta Bianca, figlia di Folco III Nerra, e di Ildegarda di Lotaringia. Il matrimonio viene confermato anche dal cronista Robert de Torigni, nel suo Chronique de Robert de Torigni, abbé de Mont-Saint-Michel.
Filippa, col nome di Matilda, viene citata in una donazione, del 22 marzo 1096, fatta dal marito Guglielmo all'abbatiale Sainte-Croix di Bordeaux, mentre in un'altra donazione, la nº 291 del Cartulaire de l'Abbaye de Saint-Sernin de Toulouse, del luglio 1098, fatta dal marito Guglielmo alla Basilica di Saint-Sernin di Tolosa viene citata col nome di Filippa (Willelmus comes et uxor mea Philippia, filia Willelmi comitis Tolosæ).
Filippa, col nome di Matilda, viene citata in una donazione, del 22 marzo 1096, fatta dal marito, Guglielmo, all'abbatiale Sainte-Croix di Bordeaux, mentre in un'altra donazione, la nº 291 del Cartulaire de l'Abbaye de Saint-Sernin de Toulouse, del luglio 1098, fatta sempre dal marito, Guglielmo, alla Basilica di Saint-Sernin di Tolosa viene citata col nome di Filippa (Willelmus comes et uxor mea Philippia, filia Willelmi comitis Tolosæ).
Nel 1097, approfittando che suo zio, il conte di Tolosa, Raimondo di Saint Gilles, era partito per la prima crociata, rivendicando i diritti di Filippa, nei confronti dello zio, Raimondo, nonostante i possedimenti dei crociati fossero sotto la tutela della chiesa e considerati sacri, suo marito, Guglielmo IX il Trovatore, aveva invaso e occupato la contea di Tolosa. Infatti la donazione su citata dimostra che Filippa e il marito si trovavano a Tolosa.
Dopo la caduta di Gerusalemme, il 15 luglio 1099, suo marito, Guglielmo, decise di partire per la Terra santa e, in cambio del finanziamento della spedizione, nel dicembre di quello stesso anno, restituì la contea di Tolosa al cugino di Filippa, il reggente Bertrando.
Il cambio di governo nella contea di Tolosa ci viene confermato dal documento nº 435 del Cartulaire de l'Abbaye de Saint-Sernin de Toulouse, dove, in data successiva al 1100, Bertrando II di Tolosa, che si definisce conte di Tolosa di Rouergue e d'Albì, conferma la donazione fatta da sua cugina, Filippa, figlia di Guglielmo IV (Philippa, filia Willelmi comitis) alla Basilica di Saint-Sernin di Tolosa.
Nel 1112, alla morte del conte di Tolosa e marchese di Provenza, Bertrando, che dal 1105 era anche conte di Tripoli, sempre in nome del diritto ereditario di Filippa, suo marito, Guglielmo IX organizzò una spedizione per occupò nuovamente la contea di Tolosa e assieme a Filippa, s'insediarono sul trono della contea, spodestando il conte Alfonso Giordano, che si ritirò nel marchesato di Provenza.
Il documento n° XXVII dell'Histoire Générale de Languedoc, Tome IV, Preuves, datato 1114, ci conferma che Filippa, in tale data, era la contessa di Tolosa che stipulò un accordo con il Visconte di Béziers.
Nel 1115, Guglielmo incontrò la Maubergeon (moglie del visconte di Châtellerault), la fece rapire, ne divenne l'amante e la sposò pur essendo vivi sia la legittima consorte, Filippa e lo stesso visconte di Châtellerault. Per questo motivo ricevette la seconda scomunica dal papa Pasquale II. Il monaco e cronista inglese, Orderico Vitale, nel suo Histoira Ecclesiastica riporta l'avvenimento, in modo un poco fantasioso, facendo dichiarare a Filippa (citata col nome di Hildegarda), di fronte a papa Callisto II, durante il concilio di Reims del 1119 di essere stata abbandonata dal marito a causa della moglie del visconte di Châtellerault (Malbergionem, vicecomitis de castello Airaldi, conjugem) (secondo lo storico francese, Alfred Richard, fu la prima moglie di Guglielmo, Ermengarda d'Angiò, che si presentò al concilio di Reims), per cui il papa colpì con anatema il duca per il illecito ripudio.
L'anno dopo, nel 1116, Filippa si arrese all'evidenza e si ritirò nell'Abbazia di Fontevrault, dove prese i voti e dove, molto probabilmente morì, nel 1117, facendo decadere la scomunica.
Il necrologio dell'abbazia di Fontaines riporta la morte di Filippa (Philippa monacha, Pictavensis comitissa), il 28 novembre.

## Discendenza
Filippa a Guglielmo diede almeno tre figli:
- Guglielmo[31](1099-1137), duca d'Aquitania e conte di Poitiers.
- Agnese di Poitiers[31], la quale sposò nel 1117, in prime nozze, il visconte Emerico V di Thouars (?-1127) e in seconde nozze (nel 1135) Ramiro II detto il Monaco (1075-1157), re d'Aragona dal 1134 al 1137.
- Filippa[31]

## Ascendenza
|                        |                       |                          | Genitori                 |  |  | Nonni |  |  | Bisnonni                |  |  | Trisnonni                    |  |
|                        |                       |                          |                          |  |  |       |  |  | Guglielmo III di Tolosa |  |  | Raimondo IV, conte di Tolosa |  |
|                        |                       |                          |                          |  |  |       |  |  | Guglielmo III di Tolosa |  |  | Raimondo IV, conte di Tolosa |  |
|                        |                       | Adelaide d'Angiò         |                          |  |  |       |  |  | Guglielmo III di Tolosa |  |  |                              |  |
| Ponzio II di Tolosa    |                       |                          |                          |  |  |       |  |  | Guglielmo III di Tolosa |  |  |                              |  |
|                        |                       | Emma di Provenza         | Rotboldo III di Provenza |  |  |       |  |  |                         |  |  |                              |  |
|                        |                       | Emma di Provenza         | Rotboldo III di Provenza |  |  |       |  |  |                         |  |  |                              |  |
|                        |                       | Emma di Provenza         | Ermengarda di Moriana    |  |  |       |  |  |                         |  |  |                              |  |
| Guglielmo IV di Tolosa |                       | Emma di Provenza         |                          |  |  |       |  |  |                         |  |  |                              |  |
|                        |                       | Bernardo I de La Marche  | Adalberto I de La Marche |  |  |       |  |  |                         |  |  |                              |  |
|                        |                       | Bernardo I de La Marche  | Adalberto I de La Marche |  |  |       |  |  |                         |  |  |                              |  |
|                        |                       | Bernardo I de La Marche  | Almodia di Limoges       |  |  |       |  |  |                         |  |  |                              |  |
| Almodis de La Marche   |                       | Bernardo I de La Marche  |                          |  |  |       |  |  |                         |  |  |                              |  |
|                        |                       | Amelia de Rasés          | …                        |  |  |       |  |  |                         |  |  |                              |  |
|                        |                       | Amelia de Rasés          | …                        |  |  |       |  |  |                         |  |  |                              |  |
|                        |                       | Amelia de Rasés          | …                        |  |  |       |  |  |                         |  |  |                              |  |
| Filippa di Tolosa      |                       | Amelia de Rasés          |                          |  |  |       |  |  |                         |  |  |                              |  |
|                        | Erluino di Conteville | …                        |                          |  |  |       |  |  |                         |  |  |                              |  |
|                        | Erluino di Conteville | …                        |                          |  |  |       |  |  |                         |  |  |                              |  |
|                        | Erluino di Conteville | …                        |                          |  |  |       |  |  |                         |  |  |                              |  |
| Roberto di Mortain     | Erluino di Conteville |                          |                          |  |  |       |  |  |                         |  |  |                              |  |
|                        |                       | Herleva                  | Fulberto o Herberto      |  |  |       |  |  |                         |  |  |                              |  |
|                        |                       | Herleva                  | Fulberto o Herberto      |  |  |       |  |  |                         |  |  |                              |  |
|                        |                       | Herleva                  | Duda o Duwa              |  |  |       |  |  |                         |  |  |                              |  |
| Emma di Mortain        |                       | Herleva                  |                          |  |  |       |  |  |                         |  |  |                              |  |
|                        |                       | Ruggero II di Montgomery | Ruggero I di Montgomery  |  |  |       |  |  |                         |  |  |                              |  |
|                        |                       | Ruggero II di Montgomery | Ruggero I di Montgomery  |  |  |       |  |  |                         |  |  |                              |  |
|                        |                       | Ruggero II di Montgomery | Iosselina                |  |  |       |  |  |                         |  |  |                              |  |
| Matilde di Montgomery  |                       | Ruggero II di Montgomery |                          |  |  |       |  |  |                         |  |  |                              |  |
|                        |                       | Mabel di Bellême         | Guglielmo II Talvas      |  |  |       |  |  |                         |  |  |                              |  |
|                        |                       | Mabel di Bellême         | Guglielmo II Talvas      |  |  |       |  |  |                         |  |  |                              |  |
|                        |                       | Mabel di Bellême         | Hildeburga               |  |  |       |  |  |                         |  |  |                              |  |
|                        |                       | Mabel di Bellême         |                          |  |  |       |  |  |                         |  |  |                              |  |

### Fonti primarie
- (LA)  Preuves de l'Histoire Générale de Languedoc, tome IV.
- (LA)  Preuves de l'Histoire Générale de Languedoc, tome V.
- (LA)  Chronicon sancti Maxentii Pictavensis, Chroniques des Eglises d'Anjou.
- (LA)  Documenta Germaniae Historica, Scriptores, tomus XXIII.
- (LA)  Chartes de l'abbaye de Cluny.
- (LA)  Chronique de Robert de Torigni, abbé de Mont-Saint-Michel.
- (LA)  Cartulaire de l'Abbaye de Saint-Sernin de Toulouse.
- (LA)  Orderici Vitalis, Histoira Ecclesiastica.
- (LA)  Ordericus Vitalis, Historia Ecclesiastica, vol. II, liber III - V.

### Letteratura storiografica
- Louis Alphen, La Francia nell'XI secolo, in "Storia del mondo medievale", vol. II, 1999, pp. 770–806
- (FR)  Histoire Générale de Languedoc, Tome IV, Preuves, tome IV.
- (FR)  Cartulaire de l'abbaye Sainte-Croix de Bordeaux.
- (FR)  Alfred Richard, Les comtes de Poitou, tome I,.